# 도량형
도량형(度量衡)은 길이, 부피(들이), 무게 등을 재는 방법 및 그것을 재는 기구(器具)를 일컫는다. 한자 의미로는 도(度)는 길이를 재는 자, 양(量)은 부피를 재는 되, 형(衡)은 무게를 재는 저울을 뜻하는데, 측정 기구로서의 도량형을 명확하게 하는 용어로서 도량형기가 있다. 도량형을 표준화하여 적용할 목적으로 제작된 기준이 되는 도구를 도량형 원기라고 부른다.
측정 방법으로서의 도량형에는 중국에서 시작된 척간법(또는 척관법)과 유럽에서 시작된 야드파운드법, 그리고 1875년 프랑스에서 조약으로 체결된 미터법 등이 있다.

## 국제 기구
- 국제 도량형 총회(CGPM)
- 국제 도량형 위원회(CIPM)
- 국제 도량형국(BIPM）

## 같이 보기
- 단위
- 척관법
- 미터법 - 미터 조약 - 국제단위계(SI)
- 야드파운드법

## 참고 문헌
1. ↑  김성규와 공영태, 초등 예비교사들의 법정계량단위에 대한 이해, 2009년 6월, 과학교육연구지, 33권 1호, 111-121면 중 113면